# عسل‌خوار ساده
عسل‌خوار ساده (نام علمی: Pycnopygius ixoides) گونه‌ای از پرندگان از تیرهٔ عسل‌خواران (Meliphagidae) است. در اندونزی و پاپوآ گینه نو یافت می‌شود. زیستگاه طبیعی آن جنگل‌های جلگه‌ای نمناک نیمه‌گرمسیری یا گرمسیری است.